# Paramaronius
Paramaronius es un género de coleópteros de la familia Cantharidae. En 1963 Wittmer describió el género. Contiene las siguientes especies:
- Paramaronius campbelli Brancucci, 1984
- Paramaronius freyi Wittmer, 1963
- Paramaronius gounellei Pic, 1906
- Paramaronius impressipennis Pic, 1906
- Paramaronius kraatzi Pic, 1927
- Paramaronius latithorax Pic, 1906
- Paramaronius menieri Brancucci, 1982